# Будда-варман II
Будда-варман II (там. புத்தவர்மன் இரண்டாம்) — володар Паллавів.

## Життєпис
Походив зі старшої гілки правлячої династії. Точних знань про нього обмежено. Припускають, що був онуком Нанді-вармана I або Сканда-вармана IV. Але за ще однією версією тотожній останньому. Син Кумаравішну II. За однією версією його батька відбувається послаблення впливу старшої гілки на користь молодшої гілки династії на чолі із Вішнугопою II. Ще за однією версією останній був стрийком Будда-вармана II.
Панував за різними оцінами у 510—520 роках або у 516—520 роках. Успішно воювавпроти Ранніх Чола на півночі. Також намагався захопити решту регіону Тондаймандаламу під владою династії Тірайярів, союзників Чола. Ймовірно саме  він зазнав поразки від Раві-вармана, правителя Кадамби.
Йому спадкував син Кумарувішну III, що став молодшим співправителем Вішнугопи II.